# Андраде, Жанин
Жанин Андраде (фр. Janine Andrade; 13 ноября 1918, Безансон — 24 октября 1997, Леваллуа-Перре) — французская скрипачка.
Окончила Парижскую консерваторию по классу Жюля Бушри (при участии Марселя Шайи), занималась также у Карла Флеша. В 1935 г. выступила в дуэте с Жаком Тибо, исполнив концерт для двух скрипок с оркестром Иоганна Себастьяна Баха, затем некоторое время совершенствовала своё мастерство под руководством Тибо. Во время Второй мировой войны карьера Андраде прервалась в силу её еврейского происхождения, после 1945 г. она широко гастролировала по миру, включая Японию, Южную Америку и Южную Африку. Пик карьеры Андраде пришёлся на 1950-е годы. В 1972 г. она пережила тяжёлый инсульт, вынудивший её полностью оставить музыку.
В конце 1950-х гг. Андраде осуществила ряд записей, не оставшихся незамеченными и перевыпущенных уже в XXI веке. Среди них концерт для скрипки с оркестром П. И. Чайковского (с Гамбургским симфоническим оркестром под управлением Ханса-Юргена Вальтера), Концерт № 1 для скрипки с оркестром Вольфганга Амадея Моцарта (с Оркестром Гевандхауза под управлением Курта Мазура, соната для скрипки и фортепиано Сезара Франка, третья и седьмая сонаты Людвига ван Бетховена, пьесы Франца Шуберта, Габриэля Форе и др.